# Midlands d'Irlande
Pour les articles homonymes, voir Midlands (homonymie).

La région des Midlands avec ses quatre conseils.

Les Midlands d'Irlande sont une région du centre de l'Irlande, composée approximativement des comtés de Laois, de Leitrim, de Longford, d'Offaly, de Roscommon, de Tipperary, et de Westmeath.

## Administration
La région des Midlands est administrée par l'Autorité régionale des Midlands, composée de 24 représentants élus – dont celui de la région au Comité européen des régions de l'UE – qui se réunissent une fois par mois et sont nommés par les quatre conseils locaux de la région : 
- Conseil du comté de Laois
- Conseil du comté de Longford
- Conseil du comté d'Offaly
- Conseil du comté de Westmeath

## Source
- (en) Cet article est partiellement ou en totalité issu de l’article de Wikipédia en anglais intitulé « Midlands of Ireland » (voir la liste des auteurs), édition du 17 mars 2008.